# Менино, Габриэл
Габриэл Винисиус Менино (порт. Gabriel Vinicius Menino; род. 29 сентября 2000, Морунгаба, штат Сан-Паулу) — бразильский футболист, полузащитник клуба «Атлетико Минейро». Чемпион Олимпийских игр 2020 года.

## Биография
Уроженец Морунгабы, штат Сан-Паулу, Габриэл начал играть в футбол в составе академии клуба «Гуарани». Там его заметили скауты «Палмейраса», и с 2017 года Менино тренировался уже в футбольной академии этого клуба. В том же году он выиграл Кубок Бразилии до 17 лет в команде «Палмейраса» до 17 лет. В ноябре 2019 года Габриэл начал тренироваться с первой командой «Палмейраса» в рамках подготовки к сезону 2020 года. 22 января 2020 года дебютировал в основном составе «Палмейрас» в матче Лиги Паулиста против «Итуано».
4 марта 2020 года дебютировал в Кубке Либертадорес в матче против аргентинского клуба «Тигре». Всего в розыгрыше 2020 года провёл 12 матчей и забил три гола. Помог своей команде выиграть турнир во втрой раз в истории. Также в 2020 году завоевал Кубок Бразилии и чемпионат штата Сан-Паулу. В 2021 году провёл пять матчей в розыгрыше Кубка Либертадорес и во второй раз подряд завоевал с «Палмейрасом» этот трофей.
С 2018 года выступал в составе сборной Бразилии до 20 лет.

## Достижения
- Чемпион штата Сан-Паулу (1): 2020
- Чемпион Кубка Бразилии (1): 2020
- Обладатель Кубка Либертадорес (2): 2020, 2021
- Олимпийский чемпион (1): 2020